# Liste des pièces de vélo
Voici une liste des pièces de vélo.
- Haut – A
- B
- C
- D
- E
- F
- G
- H
- I
- J
- K
- L
- M
- N
- O
- P
- Q
- R
- S
- T
- U
- V
- W
- X
- Y
- Z

## A
- Antivol
- Arrêt de gaine
- Attache rapide pour chaîne, roue ou selle
- Axe de roue
- Axe de pédalier

## B
- Béquille latérale
- Boyau
- Base

## C
- Câble de frein
- Câble de vitesse
- Cadre
- Cadre en acier manchonné
- Cale-pied
- Carénage aérodynamique
- Carter de chaîne ou de roue
- Casque de vélo
- Cassette de pignons
- Catadioptre
- Chaîne (cyclisme)
- Chaîne (mécanique)
- Chambre à air
- Cintre
- Clavette
- Clé à rayons
- Chape
- Cocotte
- Collier de serrage
- Compteur de bicyclette
- Commande de vitesse
- Cornouillet
- Courroie de cale-pied

## D
- Démonte-pneu
- Dérailleur
- Dérive-chaîne
- Disque
- Dynamo

## E
- Éclairage, peut être fixé sur le porte-bagages, ou provisoirement par un joint torique à languette, une sangle, etc.
- Écrou-cône par paire au niveau des roulements de moyeux de roue, dévissables grâce à la clé à cône
- Excentrique est une pièce mécanique utilisée pour certains tandems. Dans la boîte de pédalier avant réalisée dans un tube de fort diamètre est logée une pièce cylindrique appelé excentrique; le jeu de pédalier y est monté de façon à être excentré par rapport à l'axe de celle-ci. La rotation possible de l'excentrique dans la boite de pédalier permet de modifier la distance entre les deux jeux de pédalier du tandem et donc de tendre la chaîne de liaison entre les deux plateaux (avant et arrière). Les tandem qui ne possèdent pas cette pièce utilisent un système de tendeur de chaîne (roulette crantée ou cannelée que l'on monte sur une glissière fixée au cadre verticalement et perpendiculaire à la chaîne, ou bien une roulette montée sur un système avec ressort type dérailleur). L’excentrique permet cependant un meilleur ajustement de la synchronisation des pédaliers avant et arrière. Sans cette pièce, il y a souvent un petit décalage qui gêne les participants car le « coup de pédale » n'est pas effectué au même moment par le pilote et le stocker.

## F
- Fixation pour sacoche, porte-enfant, remorque
- Fond de jante
- Fourche
- Frein

## G
- Gaine pour câble de frein ou de vitesse
- Galet de dérailleur
- Garde-boue avant et arrière
- Gourde
- Guidoline
- Guidon

## H
- Hauban
- Hettlage Drive

## J
- Jante
- Jeu de direction

## L
- Lumière arrière
- Lumière avant

## M
- Maillon de chaîne
- Manette de vitesse de dérailleur, avant et arrière
- Manette de frein
- Manivelle
- Moyeu à vitesses intégrées
- Moyeu

## P
- Patin de frein
- Pédale
- Pédalier
- Pegs
- Pignon
- Pignon fixe
- Plaque d'identité
- Plaquette de frein
- Plateau
- Pneumatique
- Poignée
- Pompe
- Porte-antivol
- Porte-bagages avant et arrière
- Porte-enfant
- Porte-gourde
- Potence
- Protège-billes
- Protège-main
- Patte de dérailleur

## R
- Rallonge de guidon
- Rayon
- Rondelle
- Rondelle éventail
- Roue
- Roue à rayons
- Roue libre
- Roulement à billes :
  - par paire, avec cage ou non, au niveau de la fourche, du pédalier, des pédales, des moyeux de roues,
  - au niveau de la roue libre.
- remorques pour vélos

## S
- Sacoche
- Selle
- Sonnette
- Speedhub 500/14
- Suspension
- Système de freinage (bicyclette)

## T
- Tige de selle

## V
- Valve